# Gmina Iwkowa
Die Gmina Iwkowa ist eine Landgemeinde im Powiat Brzeski der Woiwodschaft Kleinpolen in Polen. Ihr Sitz ist das gleichnamige Dorf mit etwa 2700 Einwohnern.

## Geographie
Die Gemeinde liegt im Hügelland des Wiśniczer Vorgebirges. Zu den Erhebungen zählen: Śpilówka (516 m), Piekarska Góra (515 m), Bukowiec (500 m), Mahulec (483 m); zu den Gewässern der Bach Bela.

## Geschichte
Von 1975 bis 1998 gehörte die Landgemeinde zur Woiwodschaft Tarnów.

## Gliederung
Zur Landgemeinde (gmina wiejska) Iwkowa gehören folgende sieben Dörfer mit einem Schulzenamt:
Dobrociesz
Drużków Pusty
Iwkowa
Kąty
Połom Mały
Porąbka Iwkowska
Wojakowa